# 신밧드와 마법 양탄자
《신밧드와 마법 양탄자》(덴마크어: Hodja fra Pjort, 영어: Up and Away)는 2018년 2월에 개봉한 덴마크의 모험, 가족, 애니메이션 영화이다. 카르스텐 킬레리치가 감독을 카르스텐 킬레리치와 올레 룬드 키르케고르가 각본을 맡았다. 덴마크에서는 2018년 2월 8일에, 대한민국에서는 2019년 2월 13일에 개봉되었다.

## 줄거리
“저는 더 넓은 세상을 보고 싶어요.” 작은 마을에서 벗어나 큰 세상을 모험하고 싶은 주인공 ‘신밧드’. 옆집의 양탄자 가게 할아버지는 ‘신밧드’에게 마법 양탄자를 빌려주며, 주문을 외우면 뭐든지 할 수 있다고 얘기한다. 덕분에 마법 양탄자를 타고 똑똑한 염소 ‘라야’와 함께 금으로 덮여있는 황제의 도시에 도착한 ‘신밧드’!
하지만 곧 욕심 많은 황제에게 양탄자를 뺏길 위기에 놓이게 되는데... 과연, 마법 양탄자와 함께 무사히 ‘다이아몬드’를 할아버지에게 데려갈 수 있을까? ‘신밧드’와 함께 모두 주문을 외워 봐! ‘라아날, 자탄양’!

## 출연진
- 투레 린드하르트 - 주연
- 피터 프로딘 - 조연
- 라르스 란데 - 조연
- 커트 라벤 - 조연
- 오즈렘 사그란마크 - 조연